# Новая Нива (Псковская область)
Новая Нива — деревня в Порховском районе Псковской области России. Входит в состав сельского поселения «Верхнемостская волость».
Расположена на юго-западе волости, в 69 км к юго-западу от города Порхова и в 3 км к югу от волостного центра Верхний Мост.
Численность населения деревни на конец 2000 года составляла 14 человек.